# Афонин, Станислав
Станислав М. Афонин (1946 — 4 июля 1970 Нальчик, Кабардино-Балкарская АССР, РСФСР, СССР) — советский футболист, защитник.

## Биография
Выпускник группы подготовки при команде второй группы класса «А» СССР «Ростсельмаш» (тренер А. П. Гузиев), где и начал профессиональную карьеру игрока в 1965 году. В дебютном для себя сезоне провёл в составе ростовчан 34 игры. После чего пополнил ряды другой ростовской команды — СКА. В высшей лиге страны провёл три сезона, сыграв за это время 35 встреч, После чего вернулся в родной «Ростсельмаш». Спустя сезон, в 1970 году, стал игроком нальчикского «Автомобилиста». 4 июля 1970 года погиб в результате несчастного случая, неудачно прыгнув с вышки в бассейн в городском парке Нальчика.

## Статистика выступлений
| Команда                      | Сезон            | Чемпионат        | Чемпионат | Чемпионат | Кубок | Кубок | Итого | Итого |
| Команда                      | Сезон            | Уров.            | Игры      | Голы      | Игры  | Голы  | Игры  | Голы  |
| ---------------------------- | ---------------- | ---------------- | --------- | --------- | ----- | ----- | ----- | ----- |
| Ростсельмаш (Ростов-на-Дону) | 1965             | II               | 34        | 0         | 0     | 0     | 34    | 0     |
| СКА (Ростов-на-Дону)         | 1966             | I                | 3         | 0         | 0     | 0     | 3     | 0     |
| СКА (Ростов-на-Дону)         | 1967             | I                | 7         | 0         | 0     | 0     | 7     | 0     |
| СКА (Ростов-на-Дону)         | 1968             | I                | 25        | 0         | 0     | 0     | 25    | 0     |
| СКА (Ростов-на-Дону)         | Итого            | Итого            | 35        | 0         | 0     | 0     | 35    | 0     |
| Ростсельмаш (Ростов-на-Дону) | 1969             | II               | 25        | 0         | 0     | 0     | 25    | 0     |
| Автомобилист (Нальчик)       | 1970             | III              | 16        | 0         | 3     | 0     | 19    | 0     |
| Всего за карьеру             | Всего за карьеру | Всего за карьеру | 110       | 0         | 3     | 0     | 113   | 0     |

Источники:
- Статистика выступлений взята из книги: Морозов И. А. История Кабардино-Балкарского футбола. Часть 2 (1959—1991). — Астрахань, 2006. — 278 с..